# Gilles Dorion
Gilles Dorion est un professeur de littérature né le 21 novembre 1929 à Lairet et mort le 13 juin 2004 à Sainte-Hélène-de-Breakeyville.

## Honneurs
- 2000 - Professeur émérite de l'Université Laval[3]
- 1997 - Officier des Palmes académique[4]
- 1995 - Membre de l’Ordre des francophones d’Amérique[4]
- 1982 - Chevalier des Palmes académique[4]
- 1982 - Médaille Albert-Ludwing  (Université de Fribourg-en-Brisgau)[4]